# NK Nafta Lendava
Nogometni Klub Nafta Lendava byl slovinský fotbalový klub sídlící ve městě Lendava. Klub byl založen v roce 1903 jako Lendvai Football Egyesület, díky čemuž byl v průběhu své existence nejstarším klubem ve Slovinsku. Klub v roce 2012 zbankrotoval a byl následně rozpuštěn.

## Umístění v jednotlivých sezonách
| Sezóny  | Liga                          | Úroveň | Z  | V  | R  | P  | VG | OG | +/- | B  | Pozice |
| ------- | ----------------------------- | ------ | -- | -- | -- | -- | -- | -- | --- | -- | ------ |
| 2007/08 | Prva slovenska nogometna liga | 1      | 36 | 12 | 11 | 13 | 43 | 56 | -13 | 47 | 7.     |
| 2008/09 | Prva slovenska nogometna liga | 1      | 36 | 11 | 10 | 15 | 36 | 52 | -16 | 43 | 6.     |
| 2009/10 | Prva slovenska nogometna liga | 1      | 36 | 14 | 7  | 15 | 51 | 53 | -2  | 49 | 6.     |
| 2010/11 | Prva slovenska nogometna liga | 1      | 36 | 10 | 7  | 19 | 47 | 67 | -20 | 37 | 9.     |
| 2011/12 | Prva slovenska nogometna liga | 1      | 36 | 5  | 10 | 21 | 34 | 71 | -37 | 25 | 10.    |